# Боргозатолло
Боргозатолло, Борґозатолло (італ. Borgosatollo, п'єм. Borgosatollo) — муніципалітет в Італії, у регіоні Ломбардія, провінція Брешія.
Боргозатолло розташоване на відстані близько 440 км на північний захід від Рима, 85 км на схід від Мілана, 4 км на південь від Брешії.
Населення — 9249 осіб (2014).
Щорічний фестиваль відбувається 25 березня. Покровитель — Santa Maria Annunciata.

## Демографія
Населення за роками:

Станом на 1 січня 2023 року в муніципалітеті офіційно проживало 846 іноземців з 47 країн, серед них 179 громадян країн Євросоюзу та 43 громадяни України.

## Сусідні муніципалітети
- Брешія
- Кастенедоло
- Геді
- Монтіроне
- Понкарале
- Сан-Цено-Навільйо